# La fausse esclave

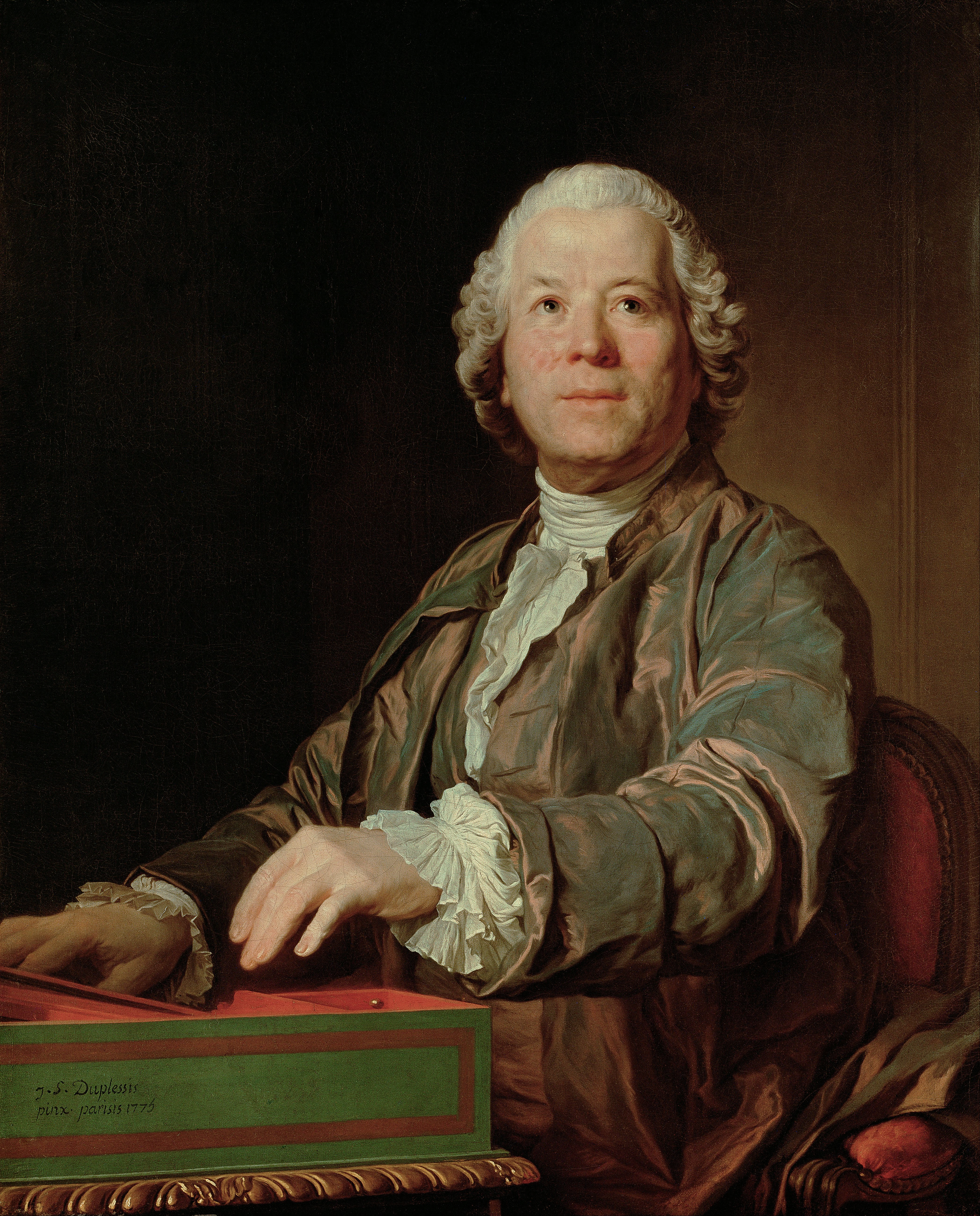
Christoph Willibald Gluck

La fausse esclave (Den falska slaven) är en opéra comique i en akt med musik av Christoph Willibald Gluck och libretto av Louis Anseaume och Pierre-Augustin Lefèvre de Marcouville.

## Historia
Operan var den första i en serie av åtta opéra comiques som Gluck tonsatte för den franska teatern i Wien. Genren krävde många och långa airs och ensemblenummer. Mycket av dialogen framställdes i form av korta verser som framfördes till populära vaudeville-melodier (timbres). Operan hade premiär den 9 januari 1758 på Burgtheater i Wien. Partituret är förkommet och allt som återstår är ett klaverutdrag. Musiken till La fausse esclave är ovanlig såtillvida att Gluck varken hade återanvänt musik från tidigare operor eller kom att använda den i senare verk.

## Personer
- Agathe (sopran)
- Lisette (sopran)
- Valère (tenor)
- Chrisante (baryton)